# Родріго Ечеверрія
Родріго Ечеверрія (ісп. Rodrigo Echeverría; нар. 17 квітня 1995, Сантьяго) — чилійський футболіст, захисник аргентинського клубу «Уракан» та національної збірної Чилі. Виступав також за клуби «Універсідад де Чилі» та «Евертон» (Вінья-дель-Мар). Триразовий чемпіон Чилі, володар Кубка Чилі.

## Клубна кар'єра
Родріго Ечеверрія народився 1995 року в місті Сантьяго, та є вихованцем футбольної школи клубу «Універсідад де Чилі». Професійну футбольну кар'єру розпочав 2012 року в основній команді того ж клубу, проте до 2014 року зіграв лише 1 матч у чемпіонаті, і в 2015 році керівництво клубу відправило Ечеверрію в оренду до клубу «Депортес Іберія», а в 2016 році до клубу «Евертон» (Вінья-дель-Мар). У 2017 році футболіст повернувся до «Універсідад де Чилі», після чого став гравцем основного складу клубу.
У 2019 році Ечеверрія став гравцем клубу «Евертон» (Вінья-дель-Мар) вже на основі постійного контракту. Цього разу футболіст грав за команду з Вінья-дель-Мар до 2023 року", та весь час був основним гравцем захисту команди.
З 2023 року Родріго Ечеверрія грає в складі аргентинського клубу «Уракан». Станом на 29 жовтня 2024 року відіграв за команду з Буенос-Айреса 44 матчі в національному чемпіонаті.

## Виступи за збірні
2015 року Родріго Ечеверрія залучався до складу молодіжної збірної Чилі. На молодіжному рівні зіграв у 4 офіційних матчах, забив 2 голи.
У 2020 році Ечеверрія дебютував в офіційних матчах у складі національної збірної Чилі. У складі збірної був учасником розіграшу Кубка Америки 2024 року у США. Станом на кінець жовтня 2024 року зіграв у складі національної збірної 17 матчів, у яких відзначився 1 забитим м'ячем.

## Титули і досягнення
- Чемпіон Чилі (3):

«Універсідад де Чилі»: Апертура 2012, Апертура 2014, Клаусура 2017
- Володар Кубка Чилі (1):

«Універсідад де Чилі»: 2015